# Obkrajno živčevje
Obkrajno, obodno ali periferno živčevje obsega del živčevja, ki se nahaja zunaj možganov in hrbtenjače. Slednji dve formaciji živčevja sestavljata osrednje živčevje. Za razliko od osrednjega živčevja obkrajno živčevje ni zavarovano s kostmi in krvno-možgansko pregrado. Obkrajno živčevje je nadalje razdeljeno na hotno (somatsko) živčevje in nehotno (vegetativno) živčevje.
Stroga razmejitev osrednjega in obkrajnega živčevja s funkcionalnega stališča ni popolnoma utemeljena. Živčne celice (nevroni) so zgrajeni iz telesa celice (perikariona) in njenih izrastkov (akson in dendriti). Vse živčne celice motoričnih živcev, ki so odgovorni za premikanje telesa preko uravnavanja delovanja skeletnih mišic, in vegetativnega živčevja, ki uravnava delovanje gladkih mišic in žlez, imajo svoje perikarione nameščene v osrednjem živčevju. Senzorični nevroni, ki prevajajo impulze iz čutil v osrednje živčevje, imajo sicer povečini perikarione v živčnih vozlih v samem obkrajnem živčevju, vendar vodijo njihovi izrastki v osrednje živčevje. Obkrajno živčevje torej ne deluje kot samostojen sestav, temveč gre zgolj za topografsko oddvojitev od osrednjega živčevja, s katerim sicer tvori funkcionalno celoto. 
K obkrajnem živčevju prištevamo možganske in spinalne živce vključno z vegetativnimi živci.